# Constel·lació de la Balena
La Balena (Cetus) és una constel·lació de l'hemisferi sud, en la regió coneguda com l'aigua, a prop d'altres constel·lacions aquàtiques com Aquari, Pisces, i Eridanus.

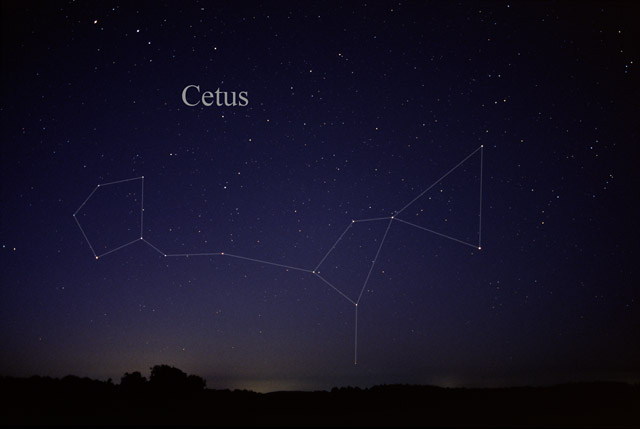
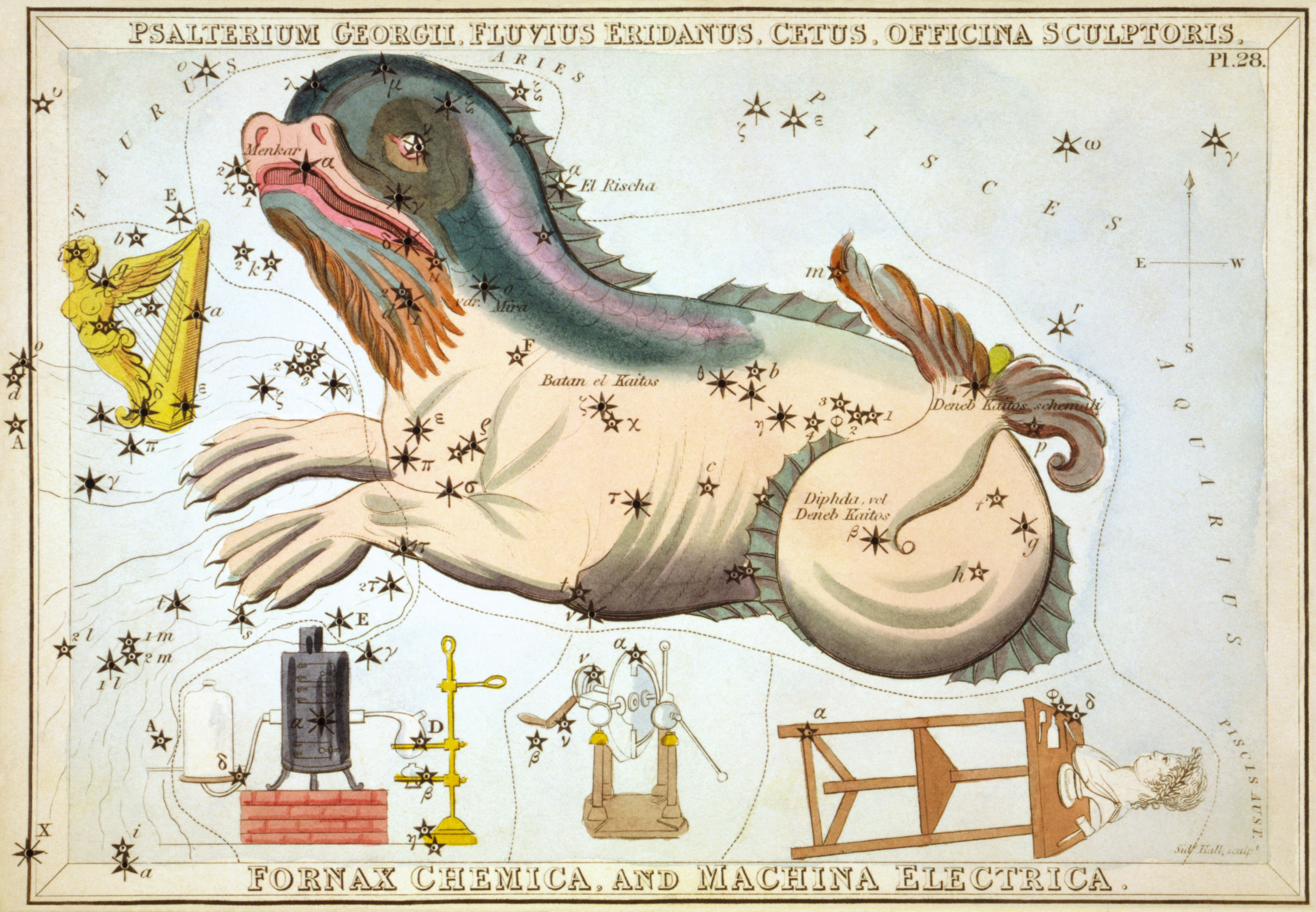

## Fets notables
L'estel més notable d'aquesta constel·lació és Mira (o Ceti), el primer estel variable que fou descobert per Ismael Boulliau el 1667. Té un període de 331,65 dies varia de la magnitud 2,0, una de les més brillants en el cel i fàcilment visible a simple vista, a 10,1. La seva descoberta en el 1596 per David Fabricius abonyegà la incorruptibilitat dels cels i donà suport a la revolució copernicana.
Es pot esmentar també l'estel α, Menkar; i l'estel β—anomenada oficialment Diphda i coneguda també com Deneb Kaitos—, els més brillants de la constel·lació, i τ Ceti (Taus Ceti), el 17è més a prop de la Terra orbitant a aquesta estrella s'han trobat 5 exoplanetes.
L'eclíptica passa molt a prop d'aquesta constel·lació. Algun dels planetes pot estar en aquesta constel·lació durant un curt període. L'asteroide 4 Vesta fou descobert en aquesta constel·lació el 1827.
Diphda és una gegant de color groc-taronja i tipus espectral G9.5III que es troba a 96 anys llum de distància. És una de les estrelles més brillants en raigs X a les rodalies del sistema solar; aquesta radiació s'origina en la coronada a diversos milions de K a causa del camp magnètic estel·lar.
El segueix en brillantor Menkar (α Ceti), una gegant vermella de tipus M1.5IIIa el diàmetre del qual és 89 vegades més gran que el Sol. Situada tres vegades més lluny de nosaltres que Diphda, la seva massa és 3,8 vegades més gran que la massa solar.
γ Ceti, anomenada Kaffaljidhma, és una estrella múltiple les dues components principals de la qual són una estrella blanca de la seqüència principal de tipus A2Vn i una companya una mica més freda de tipus F4V; separades visualment dos segons d'arc, les seves masses respectives són 2 i 1,1 vegades més grans que la massa solar.
La constel·lació compta amb diverses gegants taronges —una classe d'estrelles força comuna al cel nocturn— com Deneb Algenubi (η Ceti), a 118 anys llum i de tipus espectral K2IIIb, o Baten Kaitos (ζ Ceti), a 260 anys llum i 25 vegades més gran que el Sol. Aquesta última és una binària espectroscòpica amb un període orbital de 4,5 anys.
δ Ceti és una subgegant calenta de tipus B2IV i 21.900 K de temperatura efectiva; és, a més, una variable Beta Cephei les variacions de la qual de brillantor es deuen a pulsacions en la seva superfície.
λ Ceti i ξ2 Ceti són gegants blanc-blavoses més fredes de tipus B6III i B9III que tenen una temperatura de 13.940 i 10.650 K respectivament.
μ Ceti és una gegant de tipus A9IIIp i una binària espectroscòpica.
σ Ceti i 6 Ceti són estrelles de la seqüència principal de tipus F5V: amb una temperatura superficial d'uns 6.300 K, la primera és 7 vegades més lluminosa que el Sol i la segona 3,5 vegades més lluminosa que aquest.
Amb una temperatura superficial de 6.271 K, φ2 Ceti és una estrella de tipus F7V una mica més freda la massa de la qual és un 19 % més gran que la massa solar.
Per la seva banda, κ1 Ceti és una jove nana groga de tipus G5V que es troba a 30 anys llum de nosaltres; és una variable BY Draconis on certs trets magnètics —com taques estel·lars— entren i surten del camp de visió conforme l'estrella trencada.

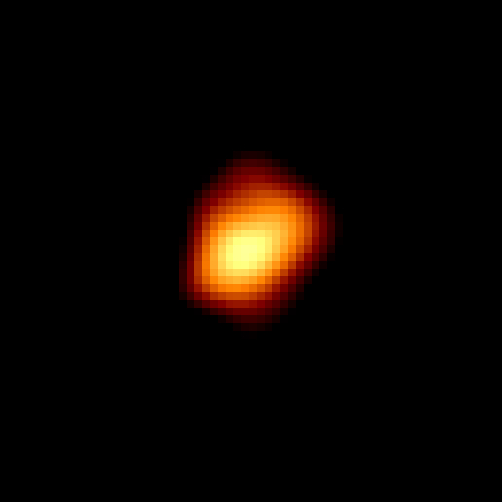
Imatge de Mira obtinguda amb el telescopi espacial Hubble

Però l'astre més notable de la constel·lació és Mira (ο Ceti), la primera estrella variable descoberta. Al llarg del seu període de 331,96 dies aconsegueix una magnitud màxima de 2,0 —sent en aquell moment la més brillant en la constel·lació— per caure després fins a magnitud 10,1. Mira es troba en les últimes fases de la seva evolució estel·lar i la seva variabilitat prové de pulsacions a la seva superfície, canvis en la mida de l'estrella —que poden suposar un 15 % a cada pulsació— que afecten també la seva temperatura i lluminositat.
R Ceti és una altra variable d'aquest tipus a la constel·lació, variant la seva brillantor entre magnitud +7,2 i +14,0 al llarg d'un període de 166,24 dies.
Per contra, T Ceti és una variable semirregular SRC, la brillantor del qual fluctua entre magnitud +5,0 y +6,9. De tipus espectral M5-6Se, la seva temperatura efectiva és de només 2.400 K.
Una nana blanca en aquesta constel·lació, ZZ Ceti, és el prototip d'una classe de variables que porten el seu nom, variables ZZ Ceti. Es caracteritzen perquè la variabilitat és deguda a pulsacions no radials, amb períodes de pulsació típics entre 100 i 1.200 s. La variabilitat de ZZ Ceti va ser descoberta el 1970 per B.M. Lasker i J.E. Hesser.
Una altra variable en la constel·lació és AB Ceti, sistema binari constituït per una estrella A químicament peculiar molt rica en estronci i una companya —presumiblement una nana blanca— que la completa una òrbita cada 2,998 dies. El sistema emet raigs X durs, possiblement provinents del romanent estel·lar.
A Cetus són diverses les estrelles que tenen exoplanetes. A la citada Deneb Algenubi s'han detectat dos planetes amb períodes orbitals de 403,5 i 751,9 dies.
τ Ceti, la segona nana groga més propera al Sol, posseeix un sistema planetari amb fins a nou possibles planetes.
Al voltant de 75 Ceti, gegant groga de tipus G3III, orbita un planeta a una distància de 2,1 ua i existeix certa evidència que podria haver-hi un segon planeta en el sistema.
Igualment, 94 Ceti és una binària les components de la qual són una nana groga i una nana vermella; al voltant de la primera es mou un planeta un 85% més massiu que Júpiter en una òrbita relativament excèntrica.
BD-17 63 —denomnada Felixvarela— és una nana taronja amb un exoplaneta 5,33 vegades més massiu que Júpiter.
Finalment, Axólotl, nom oficial de HD 224693, és una subgegant amb un planeta gegant que orbita a 0,19 ua.
A més de τ Ceti i κ1 Ceti, en aquesta constel·lació es localitzen altres anàlegs solars com 9 Ceti,  DK Ceti i EX Ceti. Aquestes tres darreres són variables BY Draconis cromosfèricament actives; la primera, distant 66 anys llum, només té 600 milions d'anys i mostra ràpids increments de brillantor que s'atribueixen a fulguracions.
En aquesta constel·lació hi ha també estrelles properes al sistema solar interessants. El proper sistema estel·lar Luyten 726-8, a 8,73 anys llum de distància, està constituït per dues nanes vermelles de tipus espectral M5.5V i M6V. Ambdues són estrelles fulgurants: una d'elles, denominada UV Ceti, és una de les estrelles fulgurants més cèlebres, sent coneguda aquesta classe de variables eruptives com a variables UV Ceti. El 1952 la brillantor d'UV Ceti va augmentar 75 vegades en qüestió de 20 segons.
Una mica més allunyada —a 12,1 anys llum— es troba la també variable eruptiva YZ Ceti; el 2017 es va anunciar el descobriment de tres planetes extrasolars en òrbita al voltant d'aquesta nana vermella.
Un altre sistema proper, Gliese 105, consta d'una nana taronja de tipus K3V, una nana vermella de tipus M3 i una segona nana vermella de tipus M7V el diàmetre del qual no ha de ser molt més gran que el de Júpiter. Aquest sistema és a 23 anys llum de distància de la Terra.

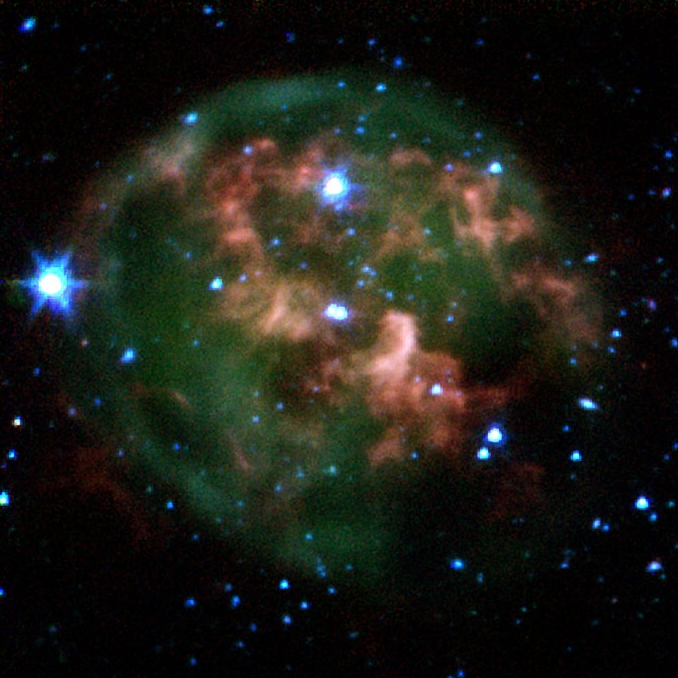
Imatge de NGC 246 obtinguda amb el telescopi espacial Spitzer

Un altre objecte d'interès és el pulsar PSR J0108-1431, el segon més proper a la Terra. Amb una edat estimada de 166 milions d'anys i un període de rotació de 0,8 segons, és un dels púlsars més antics que es coneixen.
NGC 246 és una nebulosa planetària l'estrella central de la qual, probablement un romanent estel·lar romanent d'una estrella de Wolf-Rayet, té una temperatura de 200.000 K, cosa que la converteix en una de les estrelles conegudes més calentes. Es troba a 1.670 anys llum del sistema solar.

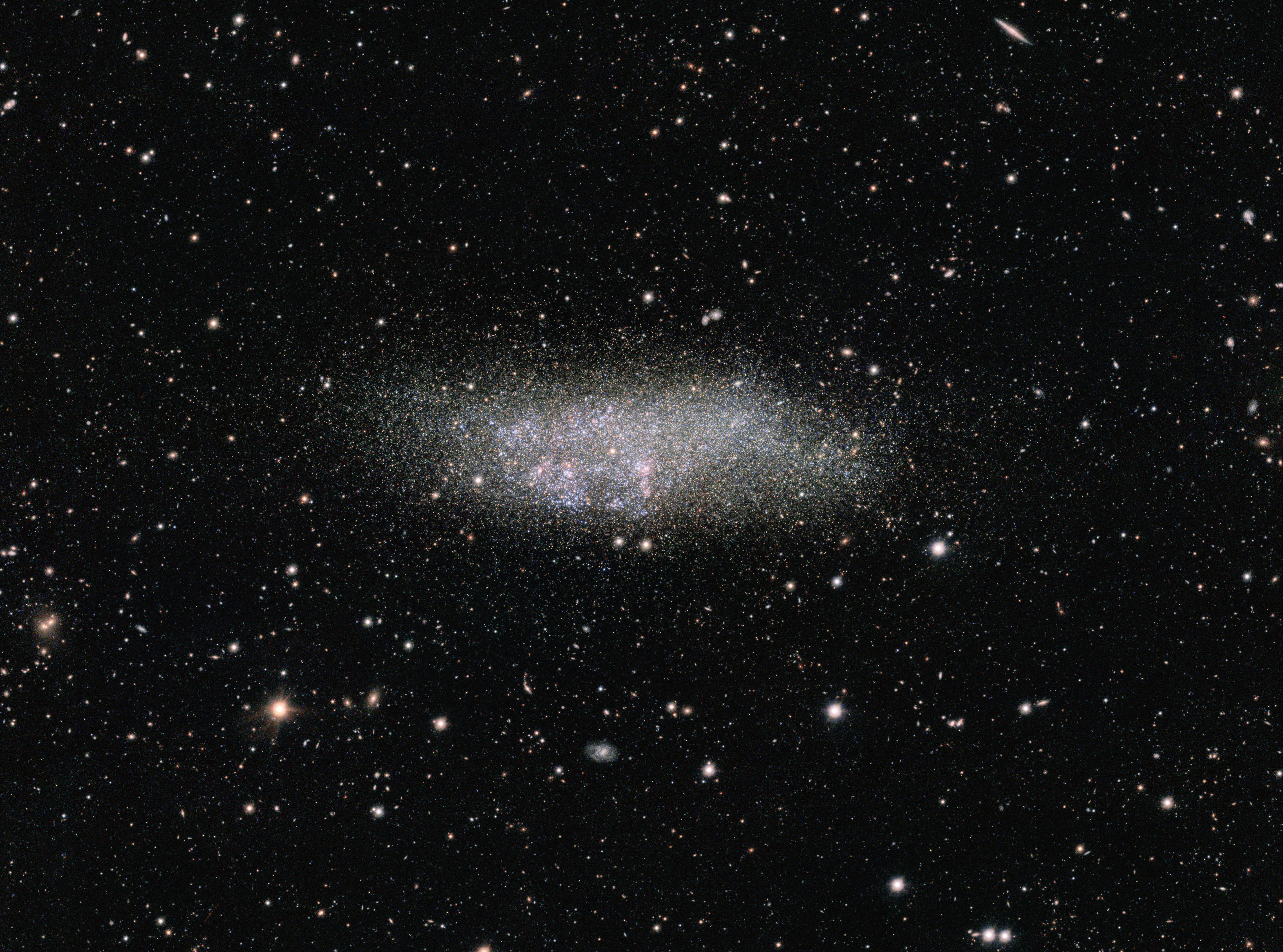
Imatge de la galàxia Wolf-Lundmark-Melotte (WLM) obtinguda amb el VLT

A Cetus es poden observar nombroses galàxies, entre les quals destaca M77, galàxia espiral barrada a uns 47 milions de anys llum de la Terra. Classificada com una galàxia Seyfert de tipus II, és la representant més propera i brillant d'aquesta classe de galàxies actives.
NGC 1055 és una altra galàxia espiral barrada que, igual que M77, forma part del Grup de M77.
D'altra banda, NGC 247 és una galàxia espiral intermèdia —també classificada com espiral nana— de 70.000 anys llum de diàmetre situada a 11,1 milions d'anys llum membre del grup de l'Escultor.
NGC 1087 és també una galàxia espiral intermèdia situada a 52 milions d'anys llum.Molt més distant, a 250 milions d'anys llum, NGC 17 és una galàxia que sembla haver-se format com a resultat de la fusió de dues galàxies més.
De diferent índole és Wolf-Lundmark-Melotte (WLM), una galàxia irregular situada als confins del Grup Local i que està aïllada d'altres galàxies, ja que la seva veïna més propera, IC 1613, es troba a un milió d'anys llum. De forma força allargada, la seva extensió és de l'ordre d'uns 8.000 anys llum, incloent un halo d'estrelles molt antigues descobert el 1996.
Per la seva banda, IC 1613 és una galàxia nana irregular la població dominant de la qual té una edat de 7.000 milions d'anys i que es caracteritza per la seva metal·licitat extremadament baixa.
L'eclíptica passa molt a prop del límit de Cetus, per la qual cosa planetes i asteroides poden trobar-se en aquesta constel·lació durant breus períodes. L'asteroide 4 Vesta va ser descobert a Cetus en 1807.

## Objectes del cel profund notables
Cetus està enfora del pla galàctic, per tant hi són visibles moltes galàxies distants per no estar enfosquides per la pols de la Via Làctia. D'aquestes, la més brillant és M77, una galàxia espiral de la 9a magnitud a prop de δ Ceti. Altres objectes astronòmics a destacar són:
- NGC 17, galàxia resultant de la fusió d'altres dues galàxies, havent-se observat formació estel·lar recent a les seves regions centrals.
- NGC 45, galàxia espiral de molt baixa brillantor superficial.
- NGC 217, galàxia espiral, NGC 1042, galàxia espiral barrada, i NGC 1052, galàxia el·líptica.
- NGC 247, galàxia espiral membre del Grup de l'Escultor, una de les agrupacions galàctiques més properes a la Via Làctia. És a 9 milions d'anys llum. AR: 00h 47m 06.0s Dec: -20°46'00" (Època 2000).
- NGC 615, també una galàxia espiral. AR: 01h 35m 06.0s Dec: -07°20'00" (Època 2000).
- NGC 908, galàxia espiral barrada a 60 milions d'anys llum. És la galàxia principal d'un grup de galàxies que porta el nom.
- NGC 1055, galàxia espiral barrada de tipus SBb que es troba a uns 52 milions d'anys llum de distància. Forma un sistema binari amb M77.
- Un grau a l'est-sud-est de M77 es poden observar les galàxies espirals NGC 1087 i NGC 1090. Aquestes dues galàxies no formen part de la mateixa agrupació galàctica.
- Galàxia IC 1613, galàxia nana pertanyent al Grup Local. Al costat dels Núvols de Magallanes, és l'única galàxia nana irregular del Grup Local on s'han trobat estrelles variables RR Lyrae.[48]
- Galàxia de Wolf-Lundmark-Melotte, de magnitud 11,0 és una galàxia irregular en els límits del Grup Local.
- NGC 246, nebulosa planetària de petit diàmetre.
- Abell 370, cúmul de galàxies a 5.000 milions d'anys llum.

## Mitologia
Cassiopea era la mare d'Andròmeda i esposa de Cefeu, rei d'Etiòpia. Cassiopea estava tan orgullosa de la seva bellesa que, per rivalitzar amb les Nereides, aquestes van demanar a Posidó, déu dels mars, venjança i ell en resposta va enviar al monstre marí (Cetus) a les costes del país causant grans mals. A la part de la cua té dues estrelles sense brillantor; des de la cua fins a la prominència del costat, cinc; sota el ventre, sis: en total, tretze. Altres diuen que, com va ser assassinat per Perseu, a causa de la seva enorme grandària i el seu valor va ser col·locat entre les constel·lacions.
Les constel·lacions de Cefeu, Cassiopea, Andròmeda, Perseu i Cetus també estan vinculats a les llegendes dels seus catasterismes.
A l'astronomia xinesa, les estrelles de Cetus es troben entre dues zones: la Tortuga Negra del Nord (北方玄武, Běi Fāng Xuán Wǔ) i el Tigre Blanc de l'Oest (西方白虎, Xī Fāng Bái Hǔ).
Els pobles tucans i cubeos de l'Amazones van utilitzar les estrelles de Cetus per crear un jaguar, que representava el déu dels huracans i altres tempestes violentes. Lambda, Mu, Xi, Nu, Gamma i Alpha Ceti representaven el cap; Omicron, Zeta i Chi Ceti representaven el seu cos; Eta Eri, Tau Cet i Upsilon Cet marcaven les cames i els peus; i Theta, Eta i Beta Ceti delineaven la cua.
A Hawaii, la constel·lació es deia Na Kuhi, i Mira (Omicron Ceti) pot haver-se anomenat Kane.